# キャサリン・フィリ
キャサリン・フィリ（Catherine Phiri、1987年1月11日 - ）は、ザンビアのプロボクサー。第9代WBC女子世界バンタム級王者。ルサカ出身。

## 来歴
2011年5月28日、Esther Chalwe戦でデビューし判定勝利。
デビュー6連勝の後、2013年9月28日にHawa Dakuとのアフリカ女子バンタム級王座決定戦に臨み、8回KOで初タイトル獲得。
2014年3月15日、Pia MazelanikとのWBC女子バンタム級シルバー王座決定戦に臨み、3回KOで2冠目獲得。
2015年5月2日、クリスチーナ･マクマホンが持つWBC女子世界バンタム級暫定王座に挑むが、0-2判定でプロ初黒星。
2016年1月30日、メキシコ・バハ・カリフォルニア州ロサリトでヤズミン・リバスが持つWBC女子世界バンタム級王座に挑戦し、6回終了時2-0（57-57、58-56、59-55）の負傷判定勝利で王座奪取に成功。
2016年8月27日、ルサカのGovernment ComplexにてGabisile Tshabalalaを1回TKOで降し初防衛成功。
2017年4月1日、メキシコシティにてマリアナ・フアレス相手に2度目の防衛戦に臨むが、10回3-0判定で敗れ王座陥落。
2017年7月2日、Flora Machelaを1回KOで降し再起成功。
2017年12月2日、ファトゥマ・ザリカが持つWBC女子世界スーパーバンタム級王座に挑むが、0-3判定で敗れ2階級制覇ならず。
その後は3連続KOで再起成功。
2019年3月23日、ファトゥマ・ザリカに再度挑戦するが、0-3判定で返り討ちにされる。
2022年2月26日、クダクワシェ・チワンディレとのWBC女子世界スーパーバンタム級暫定王座決定戦に臨むが、1-2の判定で敗れプロ初の連敗。

## 獲得タイトル
- アフリカ女子バンタム級王座
- WBC女子バンタム級シルバー王座決定戦
- 第9代WBC女子世界バンタム級王座